# NVPI
De NVPI (de afkorting van Nederlandse Vereniging van Producenten en Importeurs van beeld- en geluidsdragers) is de Nederlandse branchevereniging van de amusementsindustrie en vertegenwoordigt het merendeel van de Nederlandse muziekmaatschappijen en uitgevers van audiovisuele content op fysieke media en online.
De NVPI heeft als doel het behartigen, verdedigen en versterken van de gemeenschappelijke belangen van de Nederlandse producenten, importeurs en exploitanten van muziek en film, waaronder het bevorderen van een adequate juridische bescherming van de belangen van zijn leden.

## Geschiedenis
De audioafdeling van de NVPI werd opgericht in 1973. Tien jaar later, in 1983, werd de NVPI omgevormd tot een federatie, dankzij de fusie met de videodistributeurs. De producenten van amusementssoftware (games en andere interactieve software) richtten in 1996 een eigen afdeling op. Op 1 april 2016 fuseerde de afdeling NVPI Video met de Nederlandse Vereniging van Filmdistributeurs (NVF) tot Filmdistributeurs Nederland (FDN). Sinds januari 2021 is NVPI Interactief verzelfstandigd, door afsplitsing van de NVPI-organisatie. NVPI Interactief ging verder onder de naam VGFN.
De NVPI bestaat uit: NVPI (de koepel), NVPI Audio en FDN. Beide afdelingen hebben een eigen bestuur. De koepel staat onder leiding van een federatiebestuur.
Bij de NVPI zijn zowel grote als kleine maatschappijen aangesloten. De vereniging treedt op als belangenbehartiger van de amusementsindustrie.
De NVPI is aangesloten bij de International Federation of the Phonographic Industry (IFPI), de International Video Federation (IVF) en de International Software Federation (ISFE).

### Waarschuwingsvideo's
De NVPI ontwikkelde en publiceerde in samenwerking met de BAF waarschuwingsvideo's aan het begin van meerdere dvd's en VHS-banden. Er zijn verschillende versies gemaakt met bijbehorende achtergrondmuziek:
- 1989: "Frankie & Annette" - "Romantic Affair (Medium-Tempo)" van Network Music Ensemble
- 1991: "Love To - No Can" - "Fresh And Crazy" van Andy Clark & John Devereaux
- 1995: "Get a Life" - "Rockscapes" van Ian Anderson[3]

De hieropvolgende waarschuwingsvideo's werden ontwikkeld door stichting BREIN.